# Luksika Kumkhum
Luksika Kumkhum (ur. 21 lipca 1993 w Chanthaburi) – tajska tenisistka, medalistka uniwersjady, igrzysk azjatyckich oraz igrzysk Azji Południowo-Wschodniej, reprezentantka kraju w Pucharze Federacji.

## Kariera tenisowa

### Zawody juniorskie
Luksika Kumkhum jako juniorka osiągnęła półfinał gry podwójnej podczas Australian Open w 2010 roku. Prócz tego zanotowała inne juniorskie wielkoszlemowe występy, zarówno w singlu, jak i w deblu. Na 1. Letnich Igrzyskach Olimpijskich Młodzieży reprezentowała Tajlandię w grze pojedynczej i podwójnej. W pierwszej z tych konkurencji awansowała do ćwierćfinału, natomiast w drugiej odpadła po pierwszym spotkaniu.

### Zawody profesjonalne
Tajska tenisistka zdobywała tytuły turniejów rangi ITF w grze pojedynczej i podwójnej. Jej debiut w rozgrywkach WTA Tour miał miejsce w 2012 roku w Kantonie, a później wystąpiła jeszcze w Osace. W obydwu tych turniejach do fazy głównej rozgrywek dostawała się jako kwalifikantka. Również jako kwalifikantka zdołała awansować w singlu do wielkoszlemowego Australian Open 2013, gdzie w pierwszej rundzie pokonała Sofię Arvidsson 7:6(5), 6:4, by w następnym spotkaniu ulec Jamie Hampton wynikiem 6:1, 6:2.

## Finały turniejów WTA
| Legenda                     | Legenda |
| --------------------------- | ------- |
| Wielki Szlem                |         |
| Igrzyska olimpijskie        |         |
| WTA Tour Championships      |         |
| 2009 – 2020                 |         |
| WTA Premier Mandatory       |         |
| WTA Premier 5               |         |
| WTA Premier                 |         |
| WTA International Series    |         |
| WTA 125K series (2012–2020) |         |
| od 2021                     |         |
| WTA 1000 (obowiązkowe)      |         |
| WTA 1000 (nieobowiązkowe)   |         |
| WTA 500                     |         |
| WTA 250                     |         |
| WTA 125                     |         |

### Gra podwójna 2 (0–2)
| Końcowy wynik | Nr | Data                 | Turniej | Nawierzchnia | Partnerka          | Przeciwniczki                        | Wynik finału |
| ------------- | -- | -------------------- | ------- | ------------ | ------------------ | ------------------------------------ | ------------ |
| Finalistka    | 1. | 24 września 2017     | Seul    | Twarda       | Peangtarn Plipuech | Kiki Bertens Johanna Larsson         | 4:6, 1:6     |
| Finalistka    | 2. | 15 października 2023 | Seul    | Twarda       | Peangtarn Plipuech | Marie Bouzková Bethanie Mattek-Sands | 2:6, 1:6     |

## Finały turniejów WTA 125K

### Gra pojedyncza 2 (2–0)
| Końcowy wynik | Nr | Data              | Turniej | Nawierzchnia    | Przeciwniczka     | Wynik finału  |
| ------------- | -- | ----------------- | ------- | --------------- | ----------------- | ------------- |
| Zwyciężczyni  | 1. | 4 listopada 2018  | Mumbaj  | Twarda          | Irina Chromaczowa | 1:6, 6:2, 6:3 |
| Zwyciężczyni  | 2. | 18 listopada 2018 | Tajpej  | Dywanowa (hala) | Sabine Lisicki    | 6:1, 6:3      |

## Wygrane turnieje rangi ITF
| turnieje z pulą nagród 100 000 $ |
| turnieje z pulą nagród 75 000 $  |
| turnieje z pulą nagród 50 000 $  |
| turnieje z pulą nagród 25 000 $  |
| turnieje z pulą nagród 15 000 $  |
| turnieje z pulą nagród 10 000 $  |

### Gra pojedyncza
|     | Data       | Turniej    | ($)    | Naw.     | Finalistka         | Wynik            |
| 1.  | 16/10/2010 | Pattaya    | 10 000 | twarda   | Emma Flood         | 6:4, 6:3         |
| 2.  | 07/05/2011 | Bangkok    | 10 000 | twarda   | Ayu-Fani Damayanti | 6:2, 6:2         |
| 3.  | 14/05/2011 | Bangkok    | 10 000 | twarda   | Peangtarn Plipuech | 6:1, 6:0         |
| 4.  | 18/06/2011 | Pattaya    | 10 000 | twarda   | Liang Chen         | 6:3, 6:4         |
| 5.  | 06/11/2011 | Kuching    | 10 000 | twarda   | Nungnadda Wannasuk | 7:6(3), 6:3      |
| 6.  | 20/11/2011 | Manila     | 10 000 | twarda   | Zhao Yi-Jing       | 4:6, 6:4, 6:2    |
| 7.  | 07/07/2012 | Pattaya    | 10 000 | twarda   | Nungnadda Wannasuk | 6:2, 6:2         |
| 8.  | 21/07/2012 | Astana     | 25 000 | twarda   | Nudnida Luangnam   | 3:6, 6:3, 6:3    |
| 9.  | 27/04/2013 | Phuket     | 25 000 | twarda   | Lisa Whybourn      | 6:0, 7:5         |
| 10. | 24/11/2013 | Toyota     | 75 000 | dywanowa | Hiroko Kuwata      | 3:6, 6:1, 6:3    |
| 11. | 31/05/2015 | Xuzhou     | 50 000 | twarda   | Chang Kai-chen     | 1:6, 7:5, 6:1    |
| 12. | 29/07/2017 | Hua Hin    | 25 000 | twarda   | Alisa Klejbanowa   | 7:5, 6:7(4), 6:3 |
| 13. | 19/08/2017 | Nonthaburi | 25 000 | twarda   | Yuan Yue           | 7:5, 6:2         |
| 14. | 01/04/2018 | Kofu       | 25 000 | twarda   | Bianca Andreescu   | 6:3, 6:3         |
| 15. | 08/04/2018 | Kashiwa    | 25 000 | twarda   | Bianca Andreescu   | 6:3, 7:6(4)      |
| 16. | 24/10/2021 | Monastyr   | 15 000 | twarda   | Jennifer Luikham   | 6:2, 6:2         |
| 17. | 17/04/2022 | Chiang Rai | 25 000 | twarda   | Peangtarn Plipuech | 6:3, 6:3         |
| 18. | 24/04/2022 | Chiang Rai | 15 000 | twarda   | Talia Gibson       | 6:0, 6:1         |